# Akbar Schandermani

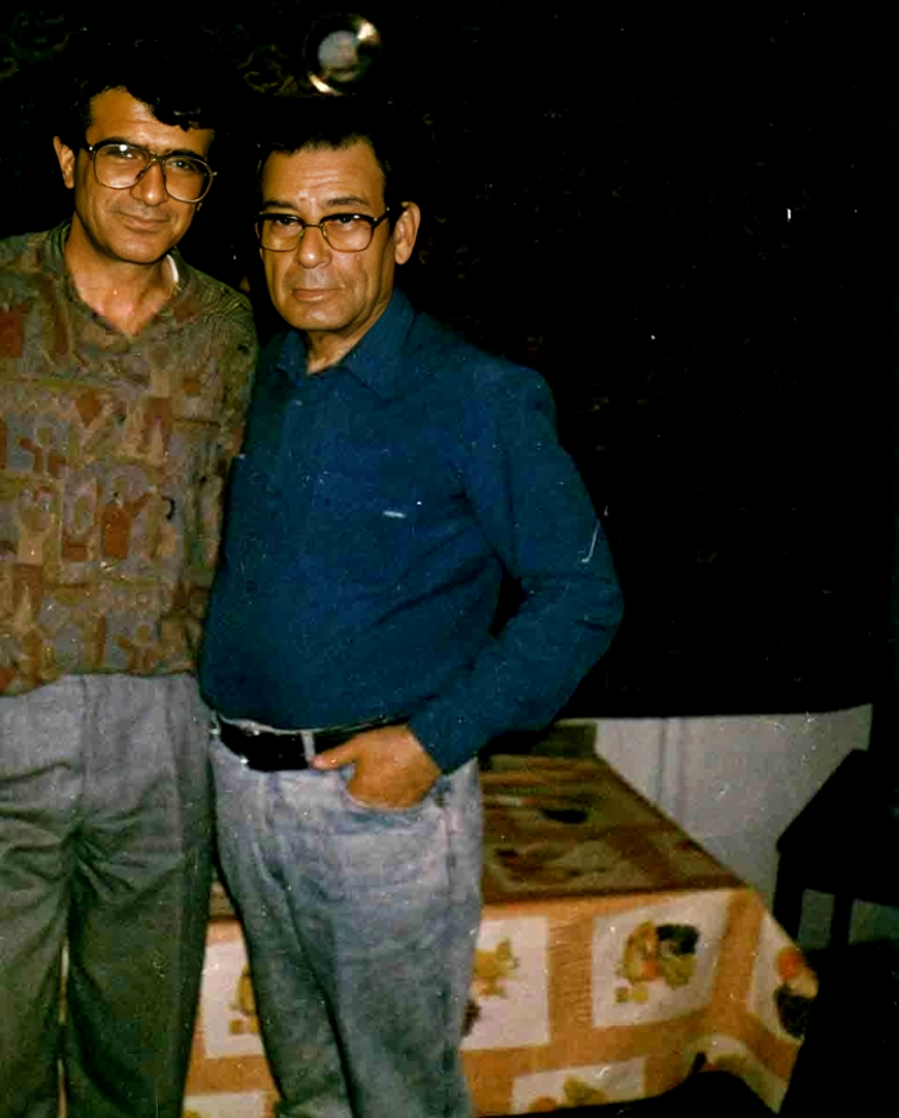
Akbar Shandermani (rechts) mit dem iranischen Sänger Mohammad-Resa Schadscharian

Akbar Schandermani (persisch اکبر شاندرمنی, DMG Akbar-e Schandermani; * 1917 in Bandar Anzali; † 29. August 1995 in Moskau) war ein iranischer kommunistischer Politiker. Er war Mitglied im Politbüro der Tudeh-Partei des Iran und einer von 53 iranischen Kommunisten, die 1937 für ihre Aktivitäten verhaftet wurden.

## Leben und politisches Wirken
Akbar Schandermani wurde 1937 als Sympathisant von Kommunisten zusammen mit anderen links orientierten Iranern in kommunistische Aktivitäten verwickelt. Im selben Jahr wurde er zusammen mit 53 anderen iranischen Kommunisten verhaftet, im Prozess gegen 53 vor Gericht gestellt und zu drei Jahren Gefängnisstrafe verurteilt.
Im Jahr 1941 wurde er aus dem Gefängnis entlassen und setzte seine linksgerichteten Aktivitäten fort. Obwohl er bereits vorher vom iranischen Geheimdienst als Kommunist eingestuft worden war, trat er erst in deren Gründungsjahr 1941 der Tudeh-Partei bei und wurde zum Leiter der kommunistischen Jugendorganisation gewählt.
1948 wurde er erneut verhaftet und dann zum Tode verurteilt. 1950 gelang es ihm, aus dem Gefängnis zu fliehen. Er verlegte seine Aktivitäten in den Untergrund und flüchtete 1956 über die turkmenische Grenze in die Sowjetunion, wo er politisches Asyl erhielt. Einige Monate später wurde er in die DDR versetzt und in Leipzig ins Politbüro der Tudeh-Partei gewählt.
Er kehrte 1958 nach Moskau zurück und nahm ein Studium an der Parteihochschule der KPdSU auf. Vier Jahre später unterrichtete er nach seinem Abschluss an der Lomonossow-Universität Moskau als Dozent persische Sprache und Literatur. 1963 versetzte ihn die Tudeh-Partei nach Duschanbe, Tadschikistan, wo er neben seiner Tätigkeit als Leiter der dortigen Tudeh-Partei, als Dozent für persische Sprache und Literatur an der Tadschikischen Staatlichen Universität tätig wurde. Im Jahr 1979, nach dem Sturz des Regimes von Mohammad Reza Pahlavi, kehrte er in den Iran zurück und wurde politisch aktiv. In den Jahren 1982/83, als mehrere Kommunisten im Iran verhaftet und inhaftiert wurden, gelang es Akbar Schandermani noch einmal, über die turkmenische Grenze aus dem Iran in die Sowjetunion zu fliehen.
Akbar Schandermani starb 1995 in Moskau.